# Condado de Ector
O Condado de Ector é um dos 254 condados do estado norte-americano do Texas. A sede do condado é Odessa, e sua maior cidade é Odessa.
O condado possui uma área de 2 335 km² (dos quais 2 km² estão cobertos por água), uma população de 121 123 habitantes, e uma densidade populacional de 52 hab/km² (segundo o censo nacional de 2000).
O condado foi criado em 1887.